# Myrmecodia
Myrmecodia Jack, 1823 è un genere di piante mirmecofile epifite della famiglia delle Rubiacee, native del Sud Est Asiatico e dell'Australia.

## Ecologia
Le specie del genere Myrmecodia posseggono adattamenti strutturali che forniscono riparo alle formiche, le quali ricambiano garantendo protezione dagli insetti fitofagi e fornendo sostanze nutritive.

Tra le specie più frequentemente coinvolte in questo rapporto di simbiosi mutualistica vi sono Iridomyrmex spp.,  Philidris spp., Anaplolepis spp., Camponotus spp., Crematogaster spp., Pedomyrma spp., Pheidole spp., Polyrhachis spp., Monomorium spp., Technomyrex spp., Turneria spp. e Vollenhovia spp..

## Tassonomia
Il genere comprende le seguenti specie:
- Myrmecodia alata Becc.
- Myrmecodia albertisii Becc.
- Myrmecodia angustifolia Valeton
- Myrmecodia archboldiana Merr. & L.M.Perry
- Myrmecodia aureospina Huxley & Jebb
- Myrmecodia beccarii Hook.f.
- Myrmecodia brassii Merr. & L.M.Perry
- Myrmecodia erinacea Becc.
- Myrmecodia ferox Huxley & Jebb
- Myrmecodia gracilispina Huxley & Jebb
- Myrmecodia horrida Huxley & Jebb
- Myrmecodia jobiensis Becc.
- Myrmecodia kutubuensis Huxley & Jebb
- Myrmecodia lamii Merr. & L.M.Perry
- Myrmecodia longifolia Valeton
- Myrmecodia longissima Valeton
- Myrmecodia melanacantha Huxley & Jebb
- Myrmecodia oblongata Valeton
- Myrmecodia oksapminensis Huxley & Jebb
- Myrmecodia paradoxa Huxley & Jebb
- Myrmecodia pendens Merr. & L.M.Perry
- Myrmecodia platyrea Becc.
- Myrmecodia pteroaspida Huxley & Jebb
- Myrmecodia schlechteri Valeton
- Myrmecodia sterrophylla Merr. & L.M.Perry
- Myrmecodia tuberosa Jack